# Bradford Bishop
William Bradford BIshop Jr. (Pasadena, 1º de agosto de 1936) é um ex-membro do United States Foreign Service dado como foragido pela justiça norte-americana pelo suposto assassinato de sua esposa, mãe e dos seus três filhos, em 1976. Em 10 de abril de 2014, foi incluído na lista dos dez foragidos mais procurados pelo FBI. No entanto, em 27 de junho de 2018, Bishop foi removido da lista para, segundo o FBI, "dar lugar a um fugitivo mais perigoso".